# Raven Lake
Raven Lake (engelska) eller Lac Raven (franska) är en sjö i Kanada.   Den ligger i provinserna Ontario och Québec, i den sydöstra delen av landet, 400 km nordväst om huvudstaden Ottawa. Raven Lake ligger 249 meter över havet. Arean är 6,6 kvadratkilometer. Den sträcker sig 5,6 kilometer i nord-sydlig riktning, och 6,3 kilometer i öst-västlig riktning.